# لويس أ. كوسير
لويس أ. كوسير (بالإنجليزية: Lewis A. Coser)‏ هو عالم اجتماع وأستاذ جامعي أمريكي، ولد في 27 نوفمبر 1913 في برلين في ألمانيا، وتوفي في 8 يوليو 2003 في كامبريدج في الولايات المتحدة.

## وصلات خارجية
- لويس أ. كوسير على موقع الموسوعة البريطانية (الإنجليزية)